# Aeolesthes psednothrix
Aeolesthes psednothrix là một loài bọ cánh cứng trong họ Cerambycidae.